# Cydonia Mensae

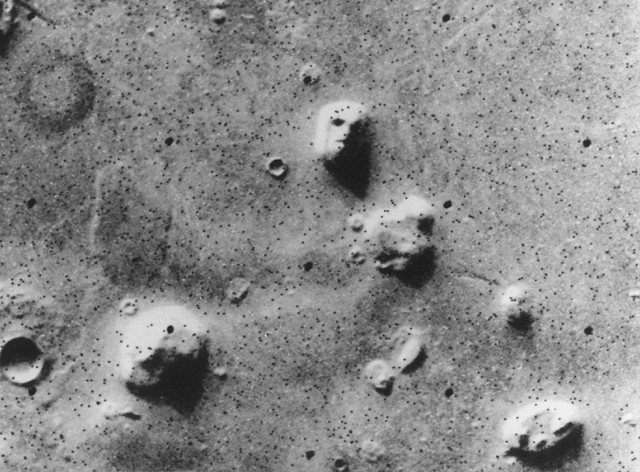
Pohled na část oblasti s tváří

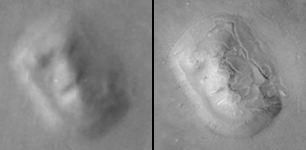
Srovnání snímku ze sondy Viking s moderním snímkem ze sondy Mars Global Surveyor

Cydonia Mensae je název jedné z pojmenovaných oblastí na planetě Mars. Leží na sever od rovníku v přechodné zóně mezi jižními vysočinami (polokoulí s vyšší topografií, silně posetou krátery) a severními nížinami (relativně plochou oblastí planin na severu) v oblasti Acidalia Planitia. Cydonia je pokryta četnými pahorky a v dávné minulosti mohla touto oblastí procházet pobřežní zóna, pokud severní nížiny v minulosti vyplňoval oceán. Nachází se zde také i velmi známá „Tvář na Marsu“, skalní útvar připomínající lidskou tvář. Odborně se to nazývá pareidolie.

## Tvář na Marsu
Jeden z cydonijských pahorků, situovaný 40°45' severní šířky a 9°26' západní délky, na fotografii pořízené Vikingem 1 25. července 1976 vzdáleně připomíná humanoidní tvář. Tato fotografie byla dlouho zdrojem kontroverze a konspiračních teorií týkající se možných známek inteligentního života na Marsu a jejich zamlčování vedením NASA. K Marsu se skoro 20 let nedostala úspěšně žádná sonda a tak teprve od roku 1998 jsou pořizovány novější snímky s lepším rozlišením prostřednictvím sond Mars Global Surveyor, Mars Odyssey, Mars Express a Mars Reconnaissance Orbiter, které oblast důkladně mapují.

## Zajímavost
V počítačové hře UFO: Enemy Unknown z roku 1993 byla oblast Cydonia Mensae vybrána jako základna cizáků (ufonů). Cílem hry je sestrojit na Zemi vesmírné plavidlo schopné cesty k Cydonii, dopravit tam lidskou posádku, dostat se do tamní základny a zneškodnit ústřední mozek řídící cizácké operace na Zemi.
Oblast se objevuje také v názvu písně kapely Muse Knights of Cydonia.

#### Astronomie
- Snímky Cydonie ve vysokém rozlišení, Mars Express
- Astronomický obrázek dne 25-9-06, zobrazení pohledu na Tvář na Marsu, Mars Express
- Astronomický obrázek dne 26-9-06, pohled na Cydonii (včetně tváře na Marsu)
- Diskuse MOC a „Tvář na Marsu“, Malin Space Science Systems (také Tvář na Marsu)
- Cydonia Mensae na Google Mars

#### Tvář na Marsu jako artefakt
- The Enterprise Mission, oficiální stránky Richarda C. Hoaglanda
- The Hidden Records, oficiální stránky knihy Wayne Herschela
- Face on Mars, vstup do Skeptikova slovníku
- Hoagland debunking at Bad Astronomy, diskuse o Hoaglandově pseudovědě Cydonie
- Správná pozice tváře na Marsu na Geody, směřující na NASA World Wind
- Poslední úšklebek "Tváře z Marsu" – Sisyfos.cz